# Raudsepa (Otepää)
Raudsepa – wieś w Estonii, prowincji Valga, w gminie Otepää.